# Крайчинович, Матия
Матия Крайчинович (хорв. Matija Krajčinović; 8 июля 1892, Ябуковац — 16 сентября 1975, Белград) — хорватский инженер-химик, школьный учитель, автор учебников и научно-популярных книг по химии.

## Биография
Матия Крайчинович родился в деревне Ябуковац в центральной части Хорватии. В 1911 году он окончил обучение в учительской школе в Петрине и около десяти лет работал по специальности, после чего отправился в Загреб, где поступил на химико-инженерное отделение Высшей технической школы. Получив в 1925 году диплом, Крайчинович остался в стенах университета в качестве ассистента профессора Ивана Марека. 1926/27 учебный год Крайчинович провёл во Франции, в Нантском университете, где под руководством французского химика Гюстава Вавона повысил свою квалификацию для того, чтобы в 1927 году защитить в Загребском университете докторскую диссертацию по теме «Продукты взаимодействия хлорсульфоновой кислоты и ацетихлорида при различных температурах». После получения учёной степени Крайчинович устроился на работу вспомогательным преподавателем на химическое отделение Технического факультета Загребского университета, где за последующие три десятилетия сделал успешную карьеру. В стенах факультета, уже в ранге профессора, Матия Крайчинович написал несколько университетских учебников и научно-популярных книг по органической химии. В 1959 году Крайчинович уволился из Загребского университета и спустя четыре года переехал в Белград, где начал преподавать химию в Белградском университете, периодически посещая Скопье для ведения лекций в главном македонском университете.